# 수용률
수용률(需用率)은 전기설비 및 기계설비, 원거리통신 분야에서 여러 시설이 설치된 경우 그 중 사용 빈도를 고려하여 동시에 얼마만큼 사용되는지를 조사하여 통계적으로 그 비율을 정하는 것을 말한다. 전체 용량을 설계할 때 적용한다.